# Finn Wolfhard

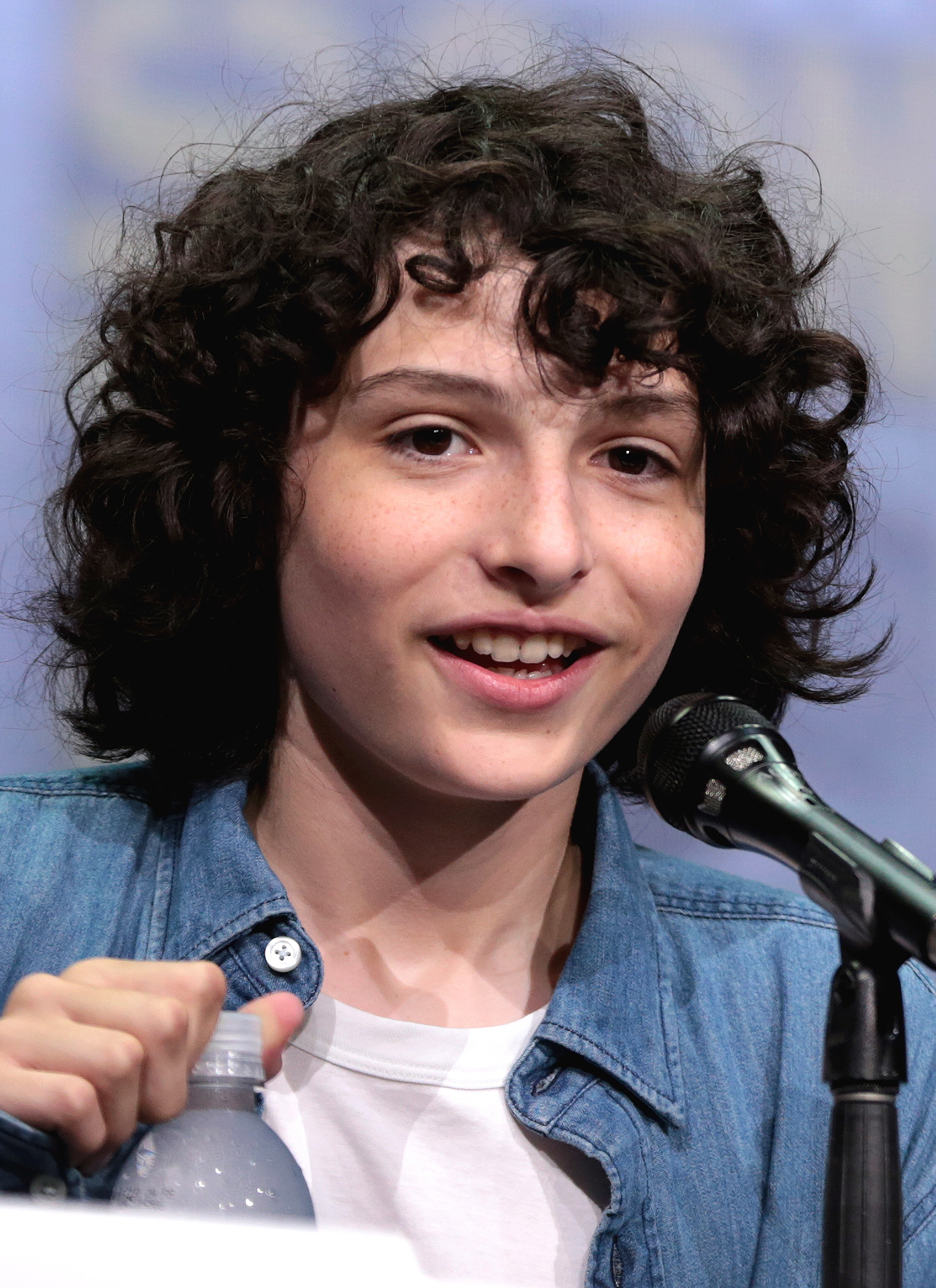
Finn Wolfhard (2017)

Finn Wolfhard (* 23. Dezember 2002 in Vancouver, British Columbia) ist ein kanadischer Schauspieler und Musiker. Weltweite Bekanntheit erreichte er durch die Rolle des Mike Wheeler in der Netflix-Serie Stranger Things.

## Leben
Finn Wolfhard wurde in Vancouver in der kanadischen Provinz British Columbia geboren und ist deutsch-französisch-jüdischer Abstammung. Er ist bekannt für seine Rolle des Mike Wheeler in der US-amerikanischen Science-Fiction-Mysteryserie Stranger Things des Streamingdienstes Netflix. Er spielte in allen vier Staffeln mit und wurde 2017 zusammen mit seinen Co-Schauspielern mit einem Screen Actors Guild Award für das beste Ensemble einer Dramaserie ausgezeichnet.
In der Neuverfilmung von Stephen Kings Roman Es übernahm Wolfhard die Rolle des Richie Tozier. Weitere Film- und Fernsehrollen folgten; 2021 war er in einer tragenden Rolle in Ghostbusters: Legacy zu sehen.
Neben der Schauspielerei war Wolfhard Mitglied der Band Calpurnia, die ab November 2017 bei Royal Mountain Records unter Vertrag war und sich im November 2019 auflöste. Noch während ihrer gemeinsamen Zeit bei Calpurnia bildeten Wolfhard und sein Bandkollege Malcolm Craig das Duo The Aubreys.

## Filmografie (Auswahl)

### Filme
- 2013: Aftermath (Kurzfilm)
- 2017: Es (It)
- 2018: Dog Days
- 2019: Es Kapitel 2 (It Chapter Two)
- 2019: Der Distelfink (The Goldfinch)
- 2019: Die Addams Family (The Addams Family, Stimme von Pugsley Addams)
- 2020: Die Besessenen (The Turning)
- 2021: How It Ends
- 2021: Ghostbusters: Legacy (Ghostbusters: Afterlife)
- 2022: When You Finish Saving the World
- 2022: Guillermo del Toros Pinocchio (Stimme von Candlewick)
- 2024: Ghostbusters: Frozen Empire
- 2024: Saturday Night
- 2025: Die Legende von Ochi (The Legend of Ochi)

### Serien
- 2014: The 100 (Episode 2x04)
- 2015: Supernatural (Episode 11x05)
- seit 2016: Stranger Things
- 2019–2021: Carmen Sandiego (31 Episoden, Stimme von Player Bouchard)

### Musikvideos
- 2012: Facts: „Retro Oceans“
- 2014: PUP: „Guilt Trip“
- 2016: PUP: „Sleep In The Heat“
- 2017: Spendtime Palace: „Sonora“
- 2018: Ninja Sex Party: „Danny Don't You Know“[6]
- 2019: Weezer: „Take On Me“

## Auszeichnungen
Saturn Award
- 2022: Auszeichnung als Bester Nachwuchsschauspieler (Ghostbusters: Legacy)